# Đại học Bách khoa Thâm Quyến
Đại học Bách khoa Thâm Quyến là một trường đại học tại thành phố Thâm Quyến, tỉnh Quảng Đông, Trung Quốc. Trường được chính quyền Thâm Quyến thành lập năm 1993. Trường tọa lạc gần Hồ Xili, có khuôn viên 1.660.000 m². Trường hiện có 22 bộ môn. Đội ngũ giảng viên có 262 giáo sư và phó giáo sư, 69 tiến sĩ và 450 thạc sĩ. Đại học Bách khoa Thâm Quyến có quan hệ giao lưu văn hóa giáo dục với các trường đại học và cao đẳng tại các quốc gia và vùng lãnh thổ như: UK, Đức, Nhật Bản, Úc, Hàn Quốc, Hoa Kỳ, Hồng Kông và Ma Cao.